# 安妮特·迪茨
安妮特·迪茨（荷蘭語：Annette Duetz，1993年6月29日—）生于海爾德蘭省蒙特弗蘭泽丹，是一名荷兰女子帆船运动员，主攻49人FX型。受从事帆船运动的父母影响，她在童年时便接触帆船，14岁时首次参加比赛。大学时，她在代尔夫特理工大学修读应用物理学专业。她于2014年开始主攻49人FX型项目，同年开始与安妮米克·贝克林搭档参赛。贝克林退役后，她开始与奥迪莱·范安霍尔特搭档。